# La mosca (antologia)
La mosca è una raccolta di racconti di Luigi Pirandello. Costituisce il quinto volume della più ampia raccolta Novelle per un anno ed è stata pubblicata per la prima volta nel 1923 presso R. Bemporad & figlio.

## Contenuti
L'antologia è composta da quindici novelle:
- La mosca
- L'eresia catara
- Le sorprese della scienza
- Le medaglie
- La Madonnina
- La berretta di Padova
- Lo scaldino
- Lontano
- La fede
- Con altri occhi
- Tra due ombre
- Niente
- Mondo di carta
- Il sonno del vecchio
- La distruzione dell'uomo

### Pubblicazione delle novelle
Alcune novelle di questa antologia furono pubblicate precedentemente in rivista: 
- La mosca in Il Marzocco, 16 dicembre 1904;
- L’eresia catara in La Riviera Ligure, febbraio 1905;
- Le sorprese della scienza in Il Marzocco, 3 dicembre 1905;
- Le medaglie in Il Marzocco, 21 agosto 1904;
- La Madonnina nel Il Corriere della Sera, 7 agosto 1913;
- La berretta di Padova in Il Marzocco, 23 febbraio 1902;
- Lontano nella Nuova Antologia, 1 e 16 gennaio 1902;
- Con altri occhi in Il Marzocco, 28 luglio 1901;
- Tra due ombre in Il Marzocco, 1 gennaio 1902, poi in Novella 1921, n.8;
- Mondo di carta nel Corriere della Sera, 4 ottobre 1909;
- La distruzione dell’uomo in Novella, Natale 1921.

La mosca, L’eresia catara, Le sorprese della scienza, Le medaglie, Lo scaldino, Con altri occhi furono pubblicate anche nella raccolta Erma bifronte (Treves, Milano 1902), Lontano nella raccolta Bianche e nere (Streglio, Torino 1904).